# No Smoking (album)
No Smoking è il terzo album in studio del cantautore italiano Sergio Caputo, pubblicato nel 1985

## Descrizione
Il disco, pubblicato dalla CGD, contiene 10 brani. L'album è stato composto interamente da Caputo e prodotto da Riccardo Rinetti e Kiko Fusco per le Edizioni Mascheroni-Flora.
Il titolo, piuttosto che alludere al divieto di fumare, intende mettere al bando l'abito elegante che porta lo stesso nome. Nella copertina, Sergio lo indossa fumando: nella foto interna, ne ha appeso la giacca al muro, continuando a fumare. Questo calembour suggerisce una musica che sia alla mano, priva di formalismi, diretta, laddove uno smoking fa pensare a una certa eleganza di facciata, e quindi poco autentica. Rimandando ai suoi primi due album, dove Sergio si immedesimava in un cantante di night probabilmente costretto a sfoggiare un aspetto di circostanza, qui sembra staccare la spina da quel mondo e raccontare se stesso al di fuori del suo "lavoro". Le canzoni contenute sono per la maggior parte così distanti da quei mondi finora raccontati, al punto che alcune risiedono anche nel mondo della pura fantasia, o delle aspirazioni mancate, fino a coinvolgere la sfera degli affetti.
Predominano ancora le sonorità orchestrali sincopate, che dallo swing si allargano al boogie woogie, al blues, al dixieland, al samba e ovviamente non perdono di vista il jazz nelle sue varie sfaccettature. Se l'alter ego di Sergio si prende una pausa di riflessione, così non si può dire del suo percorso musicale. Ancora più ricco è invece l'universo lessicale, che fornisce una sterminata serie di similitudini e figure retoriche, con molte parole e immagini che rimandano a un certo mondo patinato e che ne mostrano tutta la loro caducità. Dove non ci sono parole invece, è nel brano strumentale che Sergio dedica a sua moglie Deborah.
L'album trova la strada per la Top 20 della classifica italiana, ed è una primizia. Il brano apripista L'astronave che arriva è stato presentato in anteprima nella trasmissione televisiva Al Paradise condotta da Oreste Lionello: nell'occasione Sergio si è alternato in un medley di canzoni con artisti del calibro del Quartetto Cetra, presentando il suo nuovo brano alla stregua di un evergreen. Questa canzone rappresenta la fuga ideale, il sogno: non a caso convergono nel testo elementi eterogenei tipici di uno scenario onirico, dove il confine tra realtà e sogno si fa labile. Questa canzone sarà reincisa insieme a Loretta Goggi nel suo album C'è poesia del 1986. Le restanti tracce sono sostanzialmente permeate da un ottimismo di fondo, non estraneo alla sindrome da Peter Pan, come in Hemingway Caffè Latino dove si celebra un certo status single mascherato da vita gaudente. Fanno da contraltare: Waterloo dove si racconta di un adulterio difficile, e la conclusiva Ho l'hobby del sassofono che rappresenta in chiave simbolica le difficoltà di un artista nell'esprimere il proprio talento nel condominio della sua esistenza.
Le ultime tre tracce fanno parte dei due precedenti album (Bimba se sapessii e Un sabato italiano di Un sabato italiano, Vita dromedaria di Italiani mambo). Questo album è stato il primo di Caputo ad essere stato pubblicato su CD, e a suo tempo era stato integrato con tre brani significativi della produzione passata, in attesa che lo sviluppo del mercato dei compact permettesse la pubblicazione dell'intera discografia.

## Tracce
Testi e musiche di Sergio Caputo.
1. L'astronave che arriva – 3:40
2. Metamorfosi – 4:01
3. Waterloo – 4:16
4. Hemingway Caffè Latino – 3:49
5. Deborah (strumentale) – 3:25
6. Scubidù – 4:18
7. La jena si è svegliata – 3:32
8. España – 4:01
9. È già domani – 3:42
10. Ho l'hobby del sassofono – 3:46
11. Bimba se sapessi (bonus track versione CD da "Un sabato italiano")
12. Vita dromedaria (bonus track versione CD da "Italiani, mambo!")
13. Un sabato italiano (bonus track versione CD da "Un sabato italiano")